# Флебография
Флебография — это метод медицинского обследования, используемый для изучения венозной системы человека. Позволяет врачам визуализировать кровеносные сосуды и оценить их функцию. Флебография особенно полезна при диагностике и мониторинге различных венозных заболеваний, таких как варикозное расширение вен, тромбозы и другие нарушения кровообращения в венах.
Процедура флебографии обычно включает в себя введение контрастного вещества в вену пациента, после чего снимаются рентгеновские снимки или делается компьютерная томография для визуализации венозной системы. Этот метод помогает врачам увидеть любые аномалии, сужения или блокировки в венах, а также оценить состояние клапанов вен, которые обычно помогают предотвращать обратное течение крови.
Флебография может быть назначена пациентам с подозрением на венозные заболевания или для планирования хирургического лечения венозных нарушений. Как и любая медицинская процедура, флебография может иметь свои риски и ограничения, и врач должен рассмотреть пользу и риски перед назначением этого исследования.